# 假面騎士GEATS Jyamato·Awaking
《假面騎士GEATS Jyamato·Awaking》（日语：仮面ライダーギーツ ジャマト・アウェイキング）是特摄片《假面騎士GEATS》衍生的錄影帶首映故事系列作品，東映V-CINEXT的名義系列商品之一。為《令和假面骑士系列》的第四系列錄影帶首映作品。

## 概要
- 本作為《令和假面騎士系列》繼《ZERO-ONE Others》《假面騎士聖刃 深罪的三重奏》及《REVICE Forward》後，第四部OV作品。
- 本作的時間點位於《假面騎士GEATS》本篇最終話、《電影 假面騎士GEATS 四人的ACE與黑狐》[1]及前傳《GEATS EXTRA 假面騎士GAZER》之後。

## 本作特色
- 本作為《假面騎士GEATS》系列的完結篇[2][3]，以吾妻道長作為主角[4]。
- 本作登場的假面騎士BUFFA「爆烈狂怒」型態，於官方釋出的前導預告及海報中先行露面。[5]
- 本作為《令和假面騎士系列》的首部完結篇作品。
- 本作繼《假面騎士OOO 10th 復活的核心硬幣》後第二部的《假面騎士系列》完結篇作品。
- 本作繼《假面騎士OOO 10th 復活的核心硬幣》後，第二次出現於完結篇登場與主角假面騎士外觀相近且為改色版的反派假面騎士。

## 故事概要
浮世英壽成為神後已經經過一段時間，突然出現一隻變異種邪魔徒，同時是造成人類滅亡主因的破壞神 神邪魔徒誕生的預兆。
這時，出現一位白色頭髮的英壽，變身成金色的GEATS攻擊景和以及禰音，在眾人感到困惑前，出現了另一位英壽。
同時，貝羅芭出現在道長面前，喚醒他體內的邪魔徒之力後，出現不祥樣貌的BUFFA。
圍繞在「兩位浮世英壽」的存在的驚人事實和臨近破壞神誕生的時刻，假面騎士們能保護這個世界和人類嗎？

## 本作用語
變異種邪魔徒
原文：
五十鈴大智孕育出的兩種不同類別新型邪魔徒；分別為國王及皇后，教導兩人如何學會“愛”且做為邪魔徒創世的奠基人。
在最初為一般人類的樣貌且擁有隱藏的力量。
神邪魔徒
原文： / God Jyamato
在1000年後的未來將人類滅亡的邪魔徒，其誕生的起源在英壽等人生活的時代中，而為了阻止該邪魔徒的誕生，1000年後的英壽在尼拉姆的協助下藉由視覺驅動器從未來回到了現代，而神邪魔徒的真正身份為人類及邪魔徒兩者結合所繁衍出來的後代。
從貝羅芭口中揭露，本身是為了傳播滅亡及策劃侵略人類的破壞神邪魔徒。
於前傳《GEATS EXTRA 假面騎士GAZER》中得知最初是由願望大賽的初期製作人-尼梅魯將創世之力與邪魔徒兩者結合，企圖製造出用來破壞世界的破壞神邪魔徒。
邪魔徒之力
原文：
潛伏在吾妻道長體內一部分邪魔徒的力量在看見葉月其原本的樣貌後讓體內殘留的“邪魔徒因子”再度被激發出來。
而貝羅芭為了讓吾妻道長覺醒成究極的邪魔徒也喚醒了其體內的“邪魔徒之力”但因吾妻道長自身的願望讓浮世英壽使用創世之力與邪魔徒之力兩者結合在一起，讓邪魔徒之力變成了“爆裂狂怒帶扣”。

## 登場人物
吾妻道長（あづま・みちなが）（杢代和人飾）
假面騎士BUFFA的變身者。
在本作中體內殘留的邪魔徒因子被貝羅芭使用邪魔徒的角刺向心臟而喚醒，在邪魔徒化時因自身內心的願望讓英壽的創世之力結合在一起，讓「邪魔徒之力」轉變換成爆裂狂怒帶扣。
在與景和及禰音三人一同將國王邪魔徒擊敗後，將人類與邪魔徒所誕下的孩子-春樹以「變得幸福」說服，而後與其照顧。
浮世英壽（うきよ・えーす）（簡秀吉飾）
假面騎士GEATS的變身者。
櫻井景和（さくらい・けいわ）（佐藤瑠雅飾）
假面騎士TYCOON的變身者。
鞍馬禰音（くらま・ねおん）（星乃夢奈飾）
假面騎士NA-GO的變身者。
茲姆莉（青島心飾）
願望大賽的引導員。
櫻井沙羅（さくらい・さら）（志田音音飾）
櫻井景和的姐姐。
貝羅芭（並木彩華飾）
邪魔徒的贊助商，吾妻道長的支援者。
於本篇第46話中在與吾妻道長的對決中被擊倒，於本作中得知在決戰過後則是直接被送回到了未來。
在尼拉姆被神邪魔徒攻擊後，為了傳達訊息而戴著視覺驅動器從未來回到現代，但真實目的則是為了喚醒沉睡在道長體內的邪魔徒之力，與其覺醒成究極的邪魔徒，但因道長自身的願望將「邪魔徒之力」轉變成新的力量，而懷著不甘消散。
五十鈴大智（いすず・だいち）（後藤大飾）
邪魔徒的研究者，在自己所屬的研究設施研究、教導與孕育能與人類共存的邪魔徒。
於本作中在被摧毀的邪魔庭園中找到了邪魔徒的種子，而後將該種子孕育成與人類外貌相似的變異種邪魔徒。
尼拉姆（北村諒飾）
願望大賽的遊戲製作人。
於本篇第38話中遭到原部下的莎瑪絲用槍射殺而死亡。
為了將在1000年後的未來造成人類滅亡的神邪魔徒的訊息告知眾人在被神邪魔徒攻擊後，將視覺驅動器託付給了貝羅芭。

### 本作登場人物
蒼斗（萩谷慧悟飾）
國王邪魔徒的人間態。
五十鈴大智孕育出的其中一體邪魔徒，對人類抱持憎恨，否定人類與邪魔徒共存的可能性，企圖讓人類滅亡，創造只有邪魔徒的世界。
本作中假扮成警察接近葉月造成騷動，以「正當防衛」為理由用槍射殺清春，刻意讓葉月萌生對人類憤怒的感情。
在企圖說服葉月一同創造邪魔徒的世界時，被景和識破導致計畫失敗，最後被道長、景和與禰音擊敗而死亡。
葉月（松永有紗飾）
五十鈴大智孕育出的其中一體邪魔徒，清春的妻子，與清春擁有一子，實際上為變化成人類的皇后邪魔徒。
因丈夫清春被射殺，恢復其原貌進而暴走之後與孩子春樹一同逃亡，引發了一連串的事件。
從景和口中得知蒼斗是殺害清春的兇手後與其戰鬥，最後被蒼斗擊敗而死亡。
宇佐神清春（碓井將大飾）
葉月的丈夫，與葉月擁有一子。
春樹（正垣湊都飾）
清春與葉月的孩子，人類與邪魔徒所誕下的孩子。
在葉月死後，因想毀滅世界而覺醒神邪魔徒的力量後，在被道長以「變得幸福」說服而停止暴走，並由道長照顧。
1000年後的英壽（簡秀吉二飾）
假面騎士DOOMS GEATS的變身者，來自1000年後未來的浮世英壽，為了解決神邪魔徒造成的危機，在尼拉姆的協助下藉由視覺驅動器從未來回到了現代。

## 本作限定登場假面騎士

### 假面騎士DOOMS GEATS
變身者：1000年後的英壽（替身演員：鍜治洸太朗、CV：簡秀吉）
原文： / Kamen Rider DOOMS GEATS 
ID核心紋章為金狐，變身後頭部會佩戴狐狸形面具，整體色調為金、銀和黑色。
變身模式（DUAL ON）
| 型態名稱         | 簡介                                                                                                   | 外觀 | 必殺技 |
| ---------------- | --- | --- | --- |
| 基礎形態 Default | 使用DOOMS GEATS帶扣後變身的形態。 身高：cm 體重：kg 拳擊力：t 踢擊力：t 跳躍力：m 行動速度：秒（100m） | 複眼為紅色。 全身裝甲以金、銀和黑色為主，背部擁有九條金色狐尾，整體輪廓與假面騎士XGEATS非常相似。 手持武器為金色版的Geats Buster QB9規格上和Geats IX是同一個存在，自由掌握創世之力，擁有如此強大的戰鬥力。 | DOOMS GEATS STRIKE 從金色的Geats Buster QB9揮舞出強力斬擊。 DOOMS GEATS VICTORY 能夠使用在變身過程中出現的金色九尾狐進行攻擊。 |

### 假面騎士BUFFA
變身者：吾妻道長（替身演員：繩田雄哉、CV：杢代和人）
原文： / 
ID核心紋章為水牛，變身後頭部會水牛形面具，後有數根橙色頭髮，整體色調為紫色。
變身模式（DUAL ON）
| 型態名稱                          | 簡介 | 外觀 | 必殺技 |
| --------------------------------- | --- | --- | --- |
| BUFFA 爆裂狂怒 BUFFA Plosion Rage | 使用爆裂狂怒帶扣後變身的最終形態。 身高：cm 體重：kg 拳擊力：t 踢擊力：t 跳躍力：m 行動速度：秒（100m） | 複眼為橙色。 全身裝甲以銀、紫、橙色和黑色為主。 身體以銀色裝甲遍布全身，佈滿了類似荊棘的紫色紋路，身披與邪魔神型態同樣紫色披風。左手配備一個大型盾爪，五個爪子上都裝有電鋸鐮刀片，同時能當做盾牌使用。 | PLOSION RAGE STRIKE 轉動插槽桿一次即可啟動，用巨大的爪子劈砍攻擊，爪子刺入地面，散發出紫色的電流。 PLOSION RAGE VICTORY 透過轉動槽桿兩次來啟動，將整個身體包裹在能量中的螺旋騎士踢。 |

## 本作登場道具

### 躍升帶扣（Raise Buckle）
躍升武裝系列 
| 日文名稱                   | 中文名稱       | 英文名稱     | 能力                                                                     | 備註                                                                                   |
| -------------------------- | -------------- | ------------ | ------------------------------------------------------------------------ | -------------------------------------------------------------------------------------- |
| ドゥームズギーツバックル   | DOOMSGEATS帶扣 | Dooms Geats  | 擁有與推進MK-IX及CROSSGEATS帶扣相同的能力。 召喚金色的GEATS BUSTER QB9。 | 1000年後的英壽所持有的特殊帶扣。 外形與本篇的推進MK-IX及劇場版中的CROSSGEATS帶扣相似。 |
| プロージョンレイジバックル | 爆裂狂怒帶扣   | Plosion Rage |                                                                          | 貝羅芭為了讓吾妻道長覺醒成究極的邪魔徒喚醒該體內的邪魔徒之力後所誕生出的特殊帶扣。     |

## 本作登場怪人
- 皇后邪魔徒

原文： / 
CV：松永有紗
身高：
體重：
特色 / 能力：藤蔓
葉月本來的樣貌，以象棋中的女王+蘭花為原型，全身通體白粉紅邊，上半身上穿著皇后為原型的鎧甲。
於前傳《GEATS EXTRA 假面騎士GAZER》中，最初該邪魔徒的種子一度在尼拉姆將城堡邪魔徒擊敗後，從城堡邪魔徒的身體掉出被阿基梅德拾獲，而後由五十鈴大智於被摧毀的邪魔庭園找到後孕育出來。
- 國王邪魔徒

原文： / 
CV：萩谷慧悟
身高：
體重：
特色 / 能力：能量彈 / 藤蔓
蒼斗本來的樣貌，以象棋中的國王+黑玫瑰為原型，全身通體漆黑洋紅邊，身上穿著甲蟲鎧甲般的鎧甲。

## 樂曲

### 主題曲
「Dangerously」
- 演唱：倖田來未
- 作詞：藤林聖子
- 作曲、編曲：Hi-yunk （BACK-ON）

### 插曲
「CREATORs」
- 演唱：PRAYERs（簡秀吉、佐藤瑠雅、星乃夢奈、杢和代人、青島心）
- 作詞：藤林聖子
- 作曲：坂部剛

「Chair」
- 演唱：BACK-ON
- 作詞：KENJI03、TEEDA
- 作曲、編曲：KENJI03

「Trust・Last」
- 演唱：倖田來未×湘南乃風
- 作詞：藤林聖子
- 作曲、編曲：Hi-yunk（BACK-ON）

## 演員
- 浮世英壽 / 1000年後的英壽 - 簡秀吉
- 吾妻道長 - 杢代和人
- 櫻井景和 - 佐藤瑠雅
- 鞍馬禰音 - 星乃夢奈
- 茲姆莉 - 青島心
- 櫻井沙羅 - 志田音音
- 蒼斗 - 萩谷慧悟（7ORDER）
- 葉月 - 松永有紗
- 宇佐神清春 - 碓井將大
- 春樹 - 正垣湊都
- 五十鈴大智 - 後藤大
- 貝羅芭 - 並木彩華
- 尼拉姆 - 北村諒

## 製作人員
- 原作 - 石之森章太郎
- 編劇 - 高橋悠也
- 導演 - 坂本浩一